# 두어트/시티오브호프역
두어트/시티오브호프(Duarte/City of Hope) 역은 로스앤젤레스 메트로 L선역 중 하나이다. 캘리포니아주 두어트의 두어트 도로(Duarte Road)와 하이랜드 애비뉴(Highland Avenue)의 교차점 인근 시티오브호프 국립의료원(City of Hope National Medical Center) 맞은편에 위치해 있다.
이 역은 골드 라인 풋힐 연장(Gold Line Foothill Extension) 2A단계의 일부로 시공되었다. 2016년 3월 5일에 영업 운영을 시작했다.

### 역 구조
| 승강장 | L선                             | ← 몬로비아역 Monrovia ← 애틀랜틱행 (종착점행)           |
| 승강장 | 섬식 승강장, 왼쪽 출입문이 열림 |                                                         |
| 승강장 | L선                             | → 어위데일역 Irwindale → APU/시트러스 칼리지행 (기점행) |

## 연결 가능한 대중교통
- 메트로 로컬(Metro Local): 264[6]
- 풋힐 트랜싯(Foothill Transit): 272[6]
- 두어트 트랜싯(Duarte Transit): Green, Blue[6]

## 역사
1886년 두어트 철도역은 로스앤젤레스 & 샌가브리엘 계곡 철도 열차의 철도 종착역이었다. 금선은 1886년 두어트를 통해 최초의 철로를 건설한 로스앤젤레스 & 샌가브리엘 철도가 있었던 자리에 건설되었다. 로스앤젤레스 & 샌가브리엘 계곡철도는 1883년 제임스 F. 크랭크에 의해 설립되었으며, 로스앤젤레스 시내에서 샌가브리엘 계곡으로 가는 철도 노선을 개설하는 것을 목표로 하였다. 1887년 5월 20일 로스엔젤레스 & 샌가브리엘 계곡철도가 캘리포니아 중앙철도에 매각되었다. 캘리포니아 중앙 철도는 1897년에 두어트 기차 차고지를 지었다. 1889년에 철도와 역이 서던캘리포니아 철도 회사로 통합되었다. 1906년 1월 17일, 서던캘리포니아 철도는 애치슨, 토페카, 산타페 철도에 매각되어 패서디나 서브디비전(Pasadena Subdivision)로 불리었다. 암트랙-산타페는 어위데일 역에 걸쳐 이 노선에 사우스웨스트 치프와 데저트 윈드를 운영했지만 1986년에는 데저트 윈드를 풀러턴 선으로 이전했다. 산타페 선은 1994년까지 산가브리엘에 운행되었으며, 1994년 노스리지 지진으로 인해 아르카디아의 다리가 약화되어 금선이 건설될 때까지 폐쇄되었다.

## 사진첩

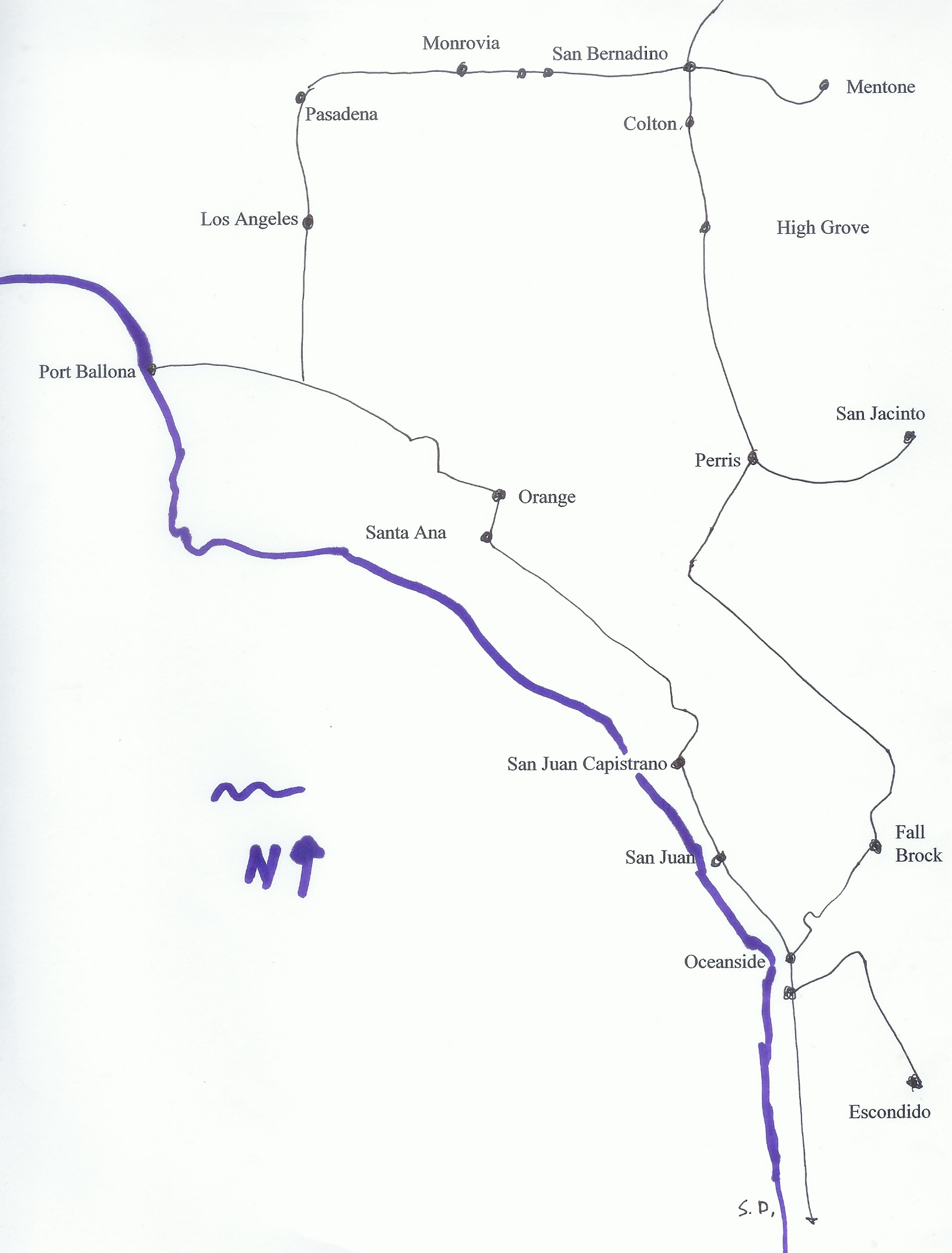
1888년 캘리포니아 센트럴 철도 노선도. 두어트 정류장이 표시되지 않음.
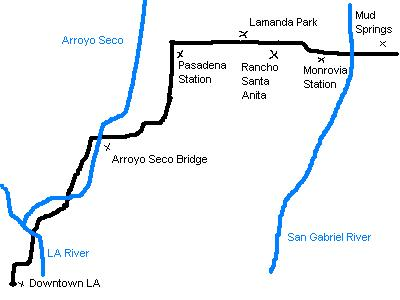
1886년 로스앤젤레스 & 샌가브리엘 계곡 철도 노선도. 훗날 정차역이 추가되었다.
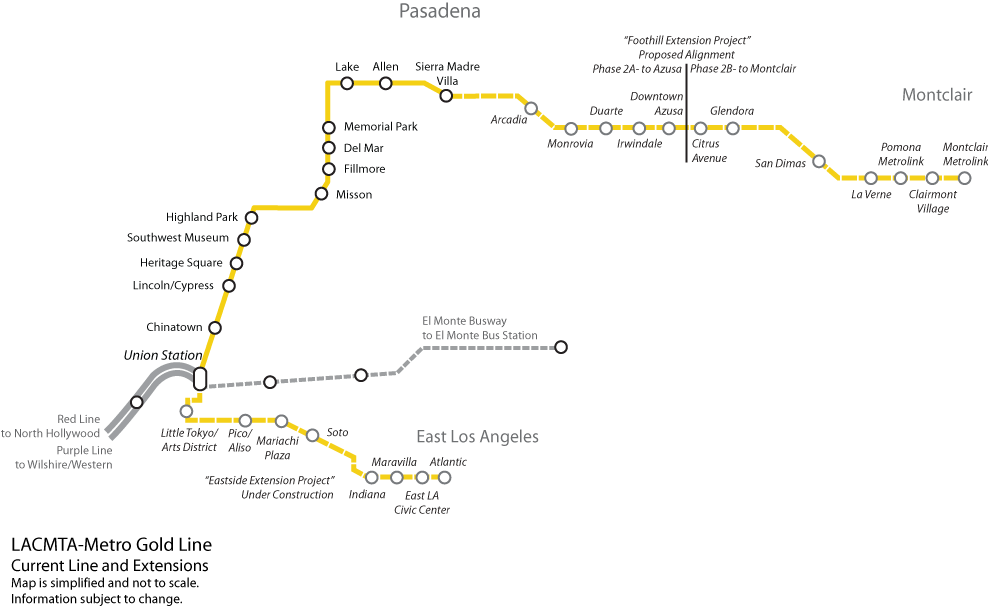
맨 위에 풋힐 연장선이 포함된 금선 노선도.
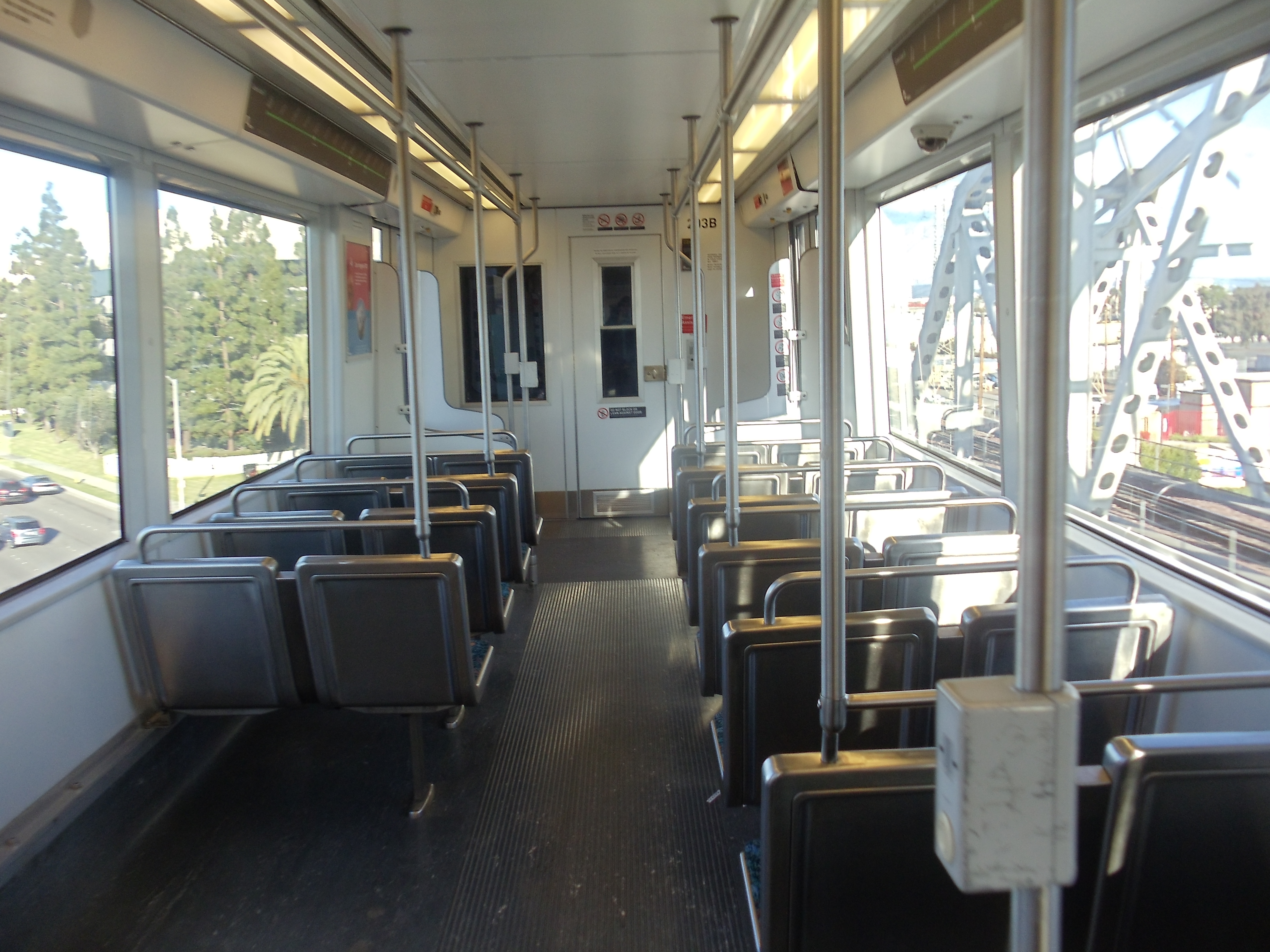
금선 전차 내부.
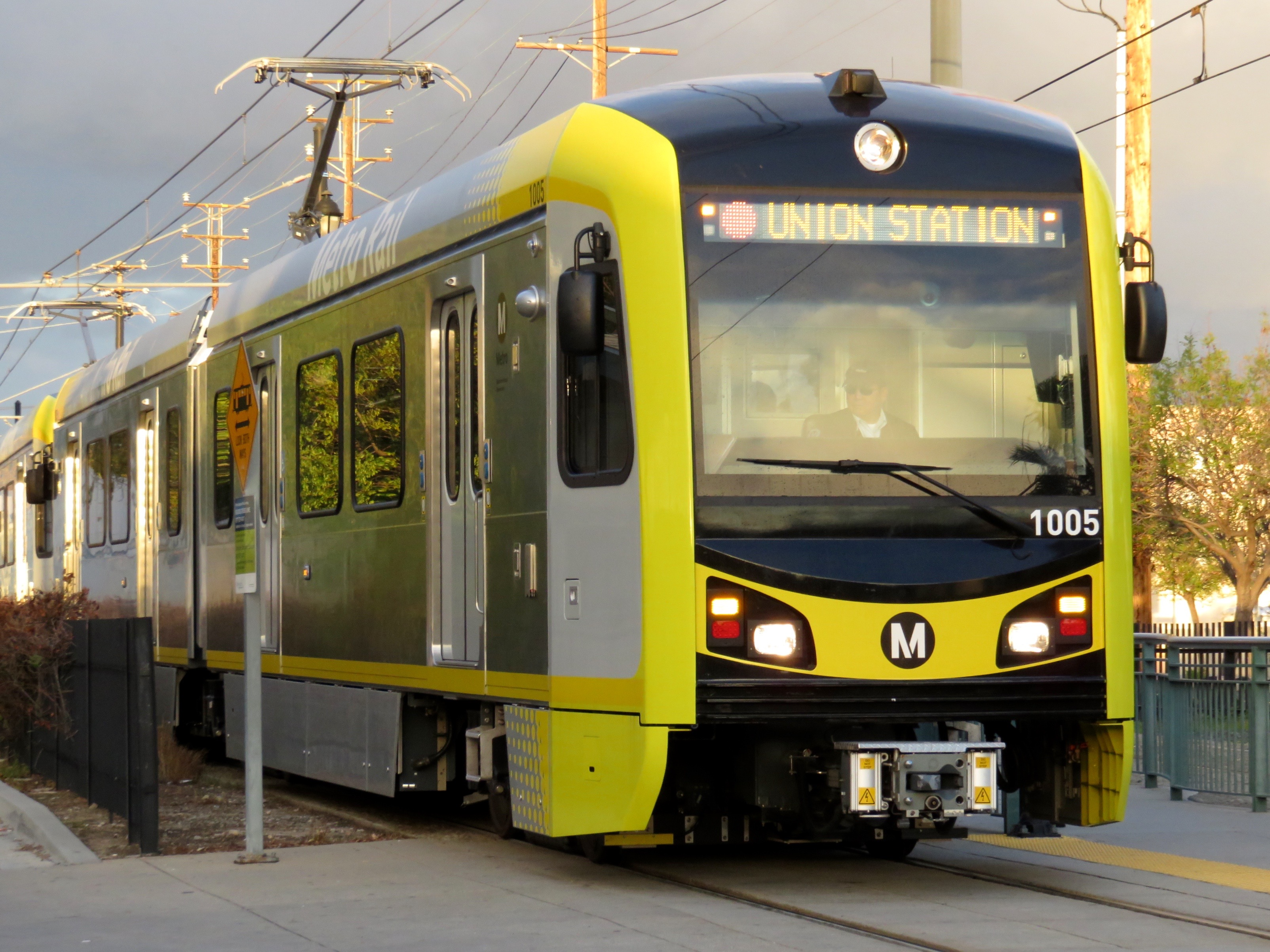
금선 긴키샤료 P3010 열차.
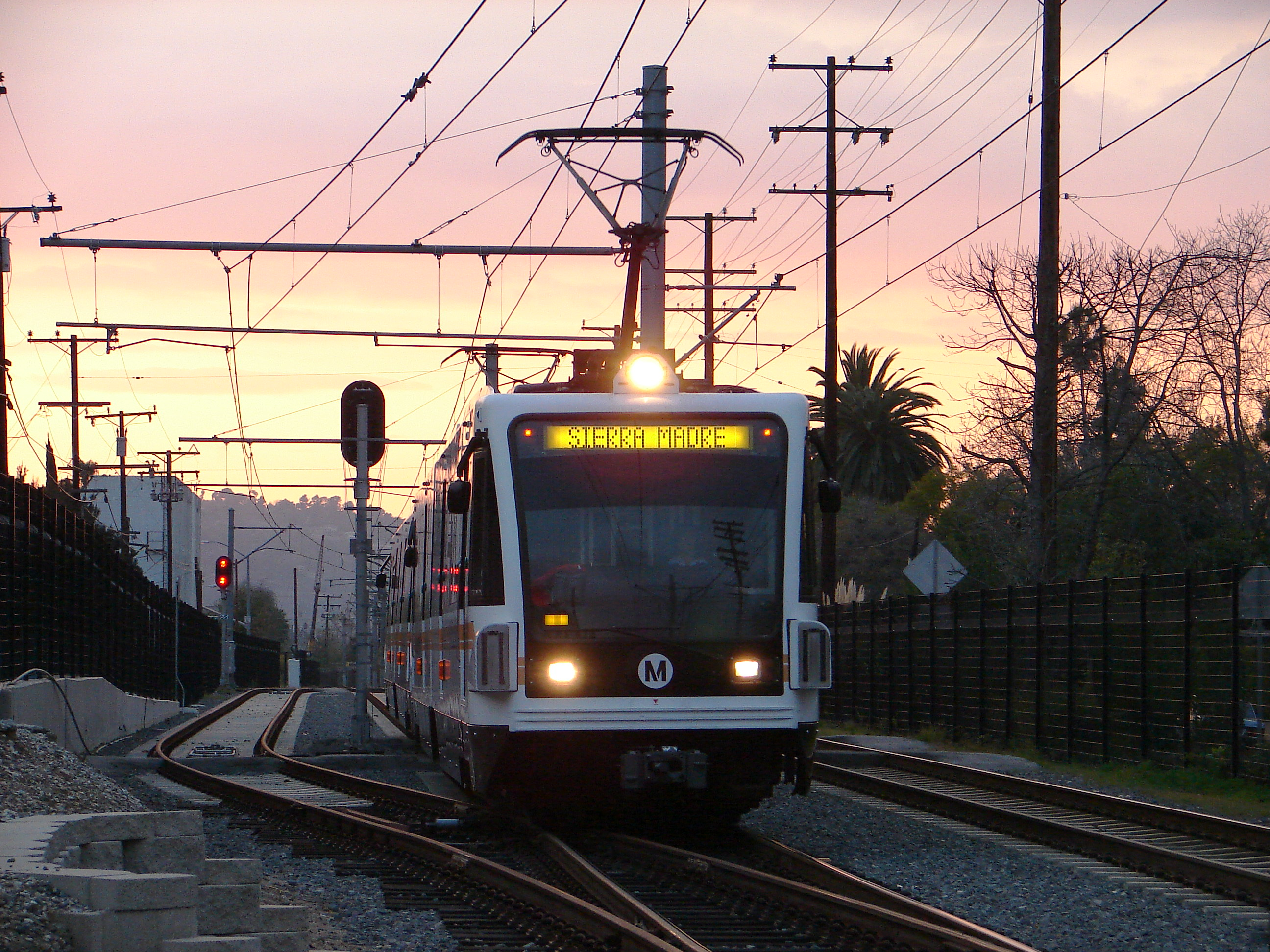
금선 지멘스 P2000 열차